# Edificio España
Edificio España är en av Madrids skyskrapor, belägen vid Plaza de España. Med sina 25 våningar och höjd på 117 meter är byggnaden den åttonde högsta i den spanska huvudstaden. Byggnaden, som är konstruerad som multifunktionell, hyste fram till 2006 hotellet Hotel Crowne Plaza, ett affärscentrum, bostäder och kontor. För närvarande är byggnaden under ombyggnad, och man bygger lyxlägenheter. Endast fasaden och vestibulen behålls intakt, resten av de konstruktionsmässiga delarna har redan modifierats. Placerad vid Plaza de España, vid slutet av Gran Vía, bildar byggnaden tillsammans med skyskrapan Torre Madrid, som ligger bredvid, en av de viktigaste arkitektoniska enheterna i staden.

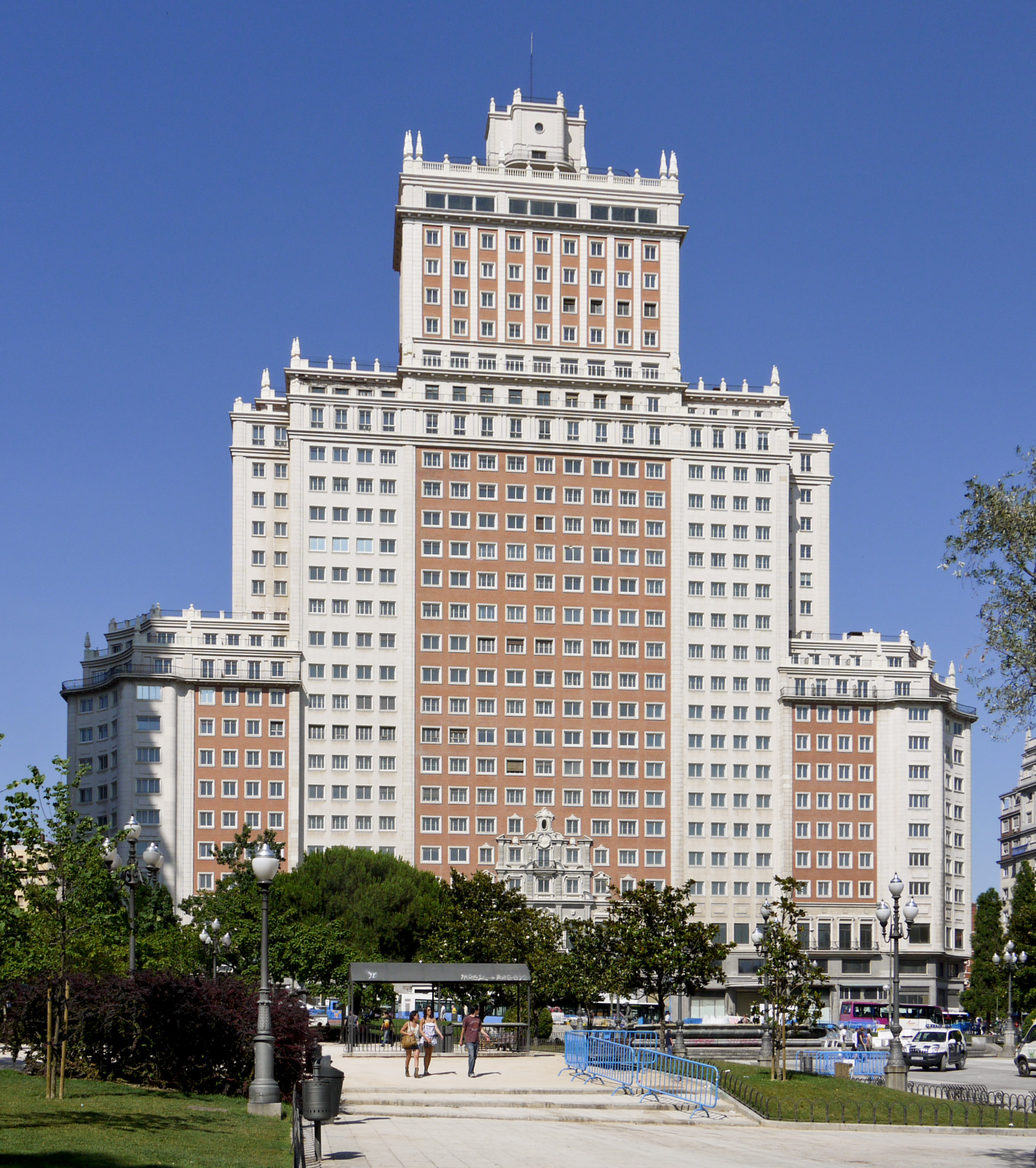
Vy från Plaza de España
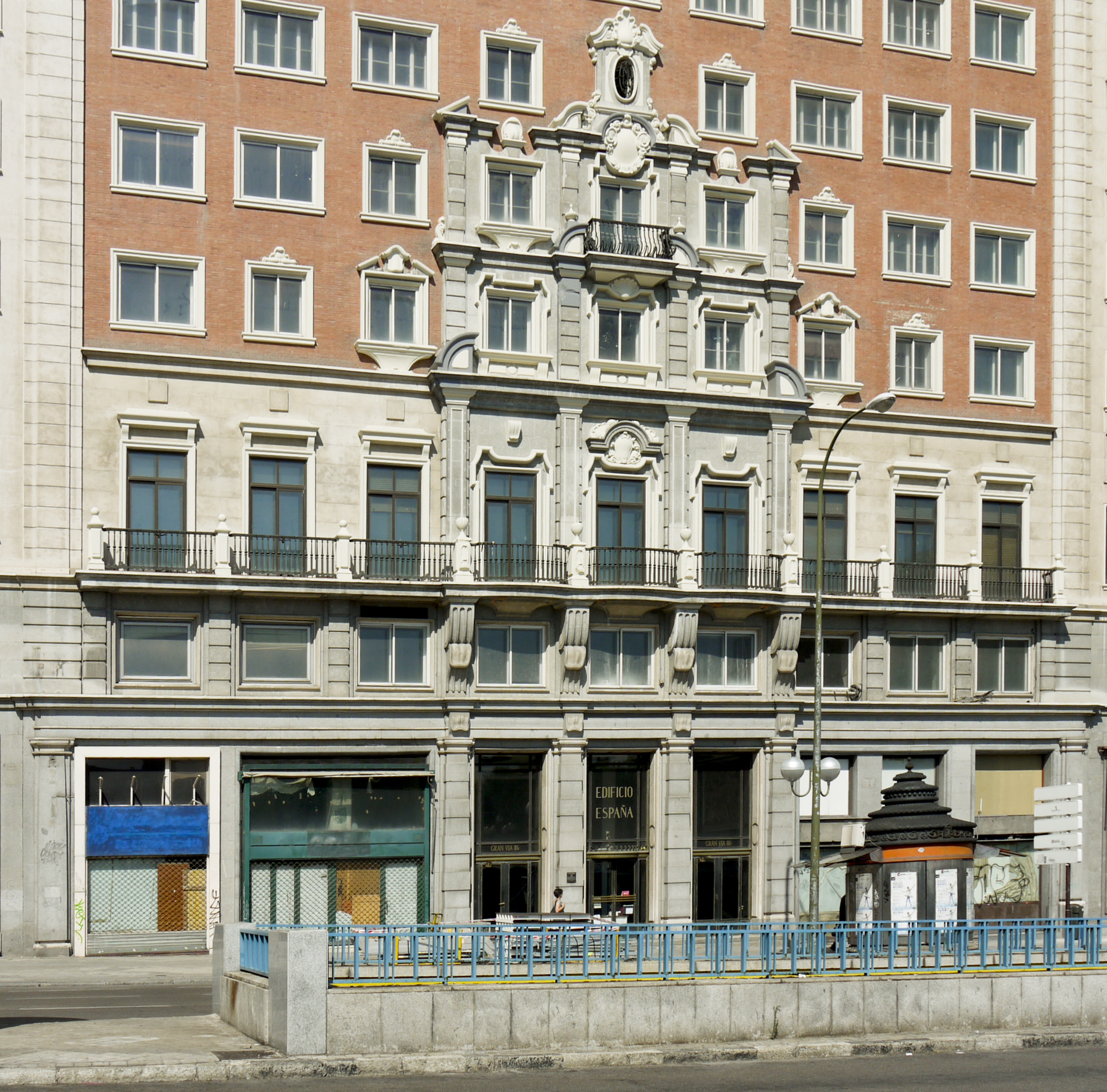
Portal

## Historia

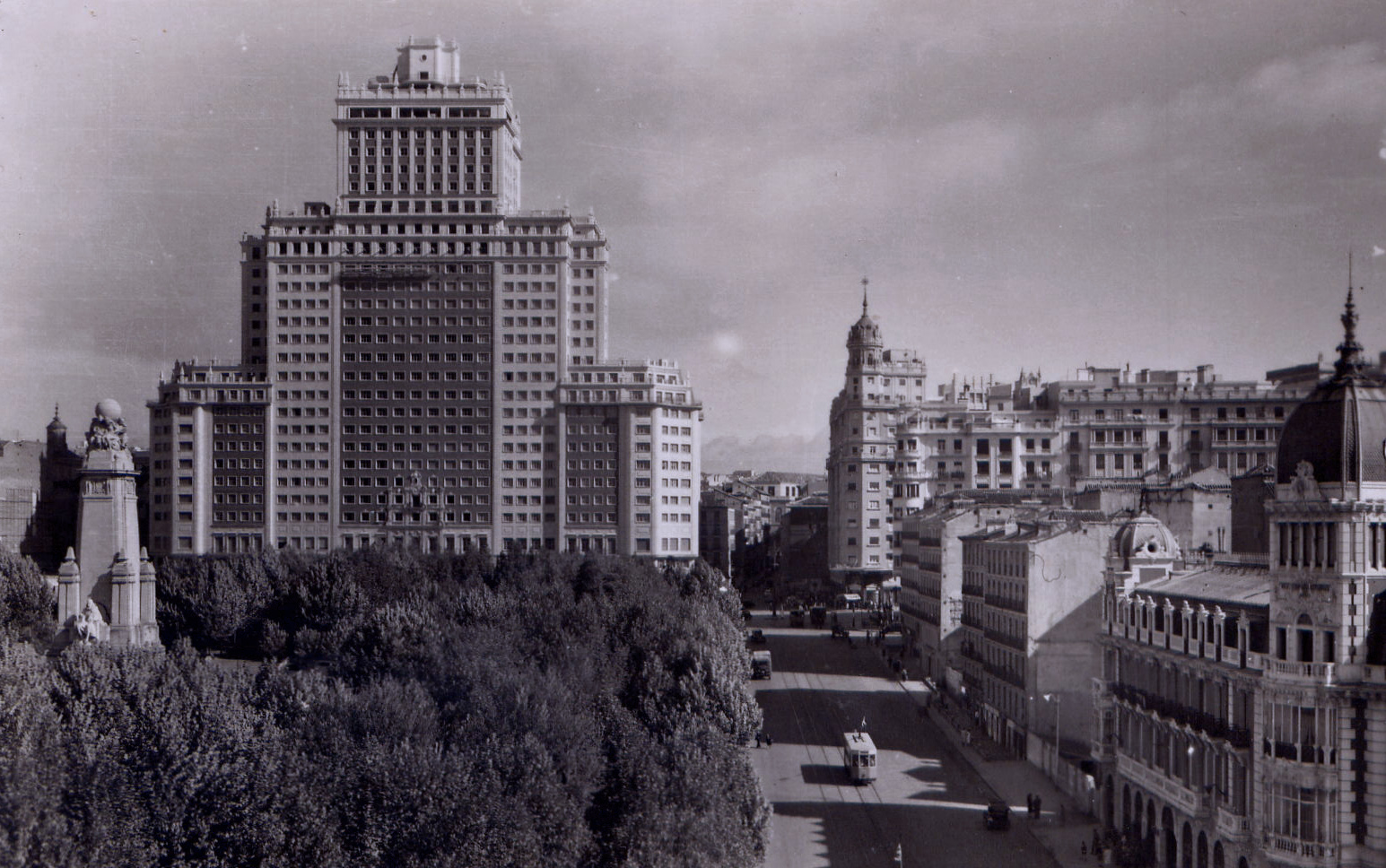
Vy från 1950-tal

Byggnaden började byggas 1948 av Compañía Inmobiliaria Metropolitana (tillhörande Otamendi) på den tomt som bildas av hörnet plaza de España och calle de la Princesa. Byggnaden stod färdig 1953 i nybarock stil. Den är ett verk av arkitekterna José María (den ingenjör som beräknade betongkonstruktionen) och Julián Otamendi (designade planlösningen och portalen på huvudfasaden). Byggnaden har trappstegsform med fyra avsatser.
Den 28 april 2005 lades byggnaden ut för försäljning av Metrovacesa tillsammans med Torre Madrid för att bekosta förvärvet av det franska företaget Gecina, till ett pris av totalt 389 miljoner euro. I juni 2005 hade Santander Real Estate genom sin investeringsfond (Fondo de Inversión Inmobiliaria) fått ihop 50 % av byggnaden för 138,6 miljoner euro. Man skrev sedan kontrakt på köp av resterande 50 % till samma pris, den del som hörde till hotellet. Försäljningen slutfördes i början av december 2005.

## Egenskaper
Det är en byggnad som utmärker sig vid Plaza España genom sin framträdande symmetri i fasaden, och i höjd endast överträffad av torre de Madrid. Byggnaden betjänas av 29 hissar vilket var rekord under 1950-talet.